# SX-Window
SX-Window是日本夏普公司 X68000電腦早期使用的一種圖形化作業系統，由於該機器僅在日本販售且數量不多，該系統並未於國際流行，21世紀後該系統和X68000的BIOS已經開源為免費共享。
X68000於1987年上市後具備GNU C\C++ 編譯器、16位元的色彩深度，在當時有不少遊戲玩家被其優秀的性能所震撼，曾被認為是遊戲界的夢幻機種。另外官方曾提供論壇讓使用者免費下載軟體、遊戲。初期上市後就搭配了視窗化的Visual Shell系統，不久後開發了功能更強畫面更精美的SX-Window。最高解析度可達到768*512，最高版本為3.1版。